# Rifu
Rifu (japonsky 利府町 – Rifu-ši) je město v japonské prefektuře Mijagi v regionu Tóhoku. Bylo založeno v roce 1889 a městský status získalo roku 1967.
V roce 2014 mělo 35 489 obyvatel při hustotě zalidnění 793 obyvatel na km². Jeho rozloha činí 44,75 km².
Rifu je známé díky ovoci naši, které je v okolí pěstováno a z něhož se ve Rifu vyrábí ovocné víno a cukrovinky.
Ve Rifu se nachází fotbalový stadion Miyagi Stadium, na kterém se odehrály tři zápasy Mistrovství světa ve fotbale 2002.